# Caroline Carver
Caroline Carver (1976, Manchester, Anglie) je anglická herečka, která se nejvíce proslavila rolí princezny Jessicy v televizním filmu Kouzelná země skřítků, dále rolí Ingrid ve filmu Árijský pár a rolí Sandy ve filmu Má první svatba.

## Kariéra
V průběhu své kariéry pracovala jak ve filmu, tak i v televizi. V roce 1999 hrála mladou Hattie ve filmu Kouzelná zahrada po boku Anthony Waye a Joana Plowrighta natočeného podle knihy Tomova půlnoční zahrada anglické spisovatelky Ann Philippy Pearceové. Její další tvorba jsou mimo jiné i filmy Richard Sharpe – Indické dobrodružství, MI5, Jonathan Creek, a Zločiny v zahradách. Nedávno napsala a produkovala oceněný krátký film You Me and Captain Longbridge.
Vyhrála cenu Royal Television Society awards pro nejlepší herečku za svůj výkon ve filmu Červený bedrník, který se natáčel v České republice a ke kterému hudbu napsal Michal Pavlíček.
Její manžel je herec Kenny Doughty.